# Perotrochus charlestonensis
Perotrochus charlestonensis is een slakkensoort uit de familie van de Pleurotomariidae. De wetenschappelijke naam van de soort is voor het eerst geldig gepubliceerd in 1987 door Askew.